# Сьячоке
Сьячоке (исп. Siachoque) — город и муниципалитет в центральной части Колумбии, на территории департамента Бояка. Входит в состав Центральной провинции.

## История
Поселение, из которого позднее вырос город, было основано в 1556 году².

## Географическое положение
Город расположен в центральной части департамента, в гористой местности Восточной Кордильеры, на правом берегу реки Сьячоке (бассейн реки Магдалена), на расстоянии приблизительно 12 километров к востоку от города Тунха, административного центра департамента. Абсолютная высота — 2760 метров над уровнем моря.
Муниципалитет Сьячоке граничит на северо-западе с территорией муниципалитета Чивата, на севере и северо-востоке — с муниципалитетом Тока, на востоке — с муниципалитетом Песка, на юго-востоке — с муниципалитетом Рондон, на юго-западе — с муниципалитетом Виракача, на западе — с муниципалитетом Сорака. Площадь муниципалитета составляет 125 км².

## Население
По данным Национального административного департамента статистики Колумбии, совокупная численность населения города и муниципалитета в 2015 году составляла 8964 человека.
Динамика численности населения муниципалитета по годам:
| 2005 | 2006 | 2007 | 2008 | 2009 | 2010 | 2011 | 2012 | 2013 | 2014 | 2015 |
| ---- | ---- | ---- | ---- | ---- | ---- | ---- | ---- | ---- | ---- | ---- |
| 8894 | 8904 | 8913 | 8922 | 8930 | 8937 | 8944 | 8950 | 8956 | 8960 | 8964 |

Согласно данным переписи 2005 года мужчины составляли 51,4 % от населения Сьячоке, женщины — соответственно 48,6 %. В расовом отношении белые и метисы составляли 99,9 % от населения города; негры, мулаты и райсальцы — 0,1 %.
Уровень грамотности среди всего населения составлял 86,5 %.

## Экономика
Основу экономики Сьячоке составляют сельское хозяйство и добыча полезных ископаемых.
66,3 % от общего числа городских и муниципальных предприятий составляют предприятия торговой сферы, 22,3 % — предприятия сферы обслуживания, 7,8 % — промышленные предприятия, 3,6 % — предприятия иных отраслей экономики.